# Dolmen de Crec'h Lia
Le dolmen de Crec'h-Lia est situé à Lannion (ancienne commune de Servel) dans le département français des Côtes-d'Armor.

## Description
Le dolmen comporte quatre orthostates recouverts d'une unique table de couverture, pratiquement circulaire d'environ 2,70 m de diamètre, fortement inclinée vers le sud. Elle comporte une cassure à l'ouest. La hauteur maximale sous table est de 1,50 m. Un des orthostates présente des traces de débitage. Le dolmen a été utilisé comme abri pour le bétail et le sol a été creusé au nord à cette occasion. Il est difficile de déterminer le type précis de ce dolmen. Les dalles sont en granite de Tédrez.
Des fouilles opérées en 1868 par l'abbé Daniel livrèrent des ossements humains.